# Eois mediostrigata
Eois mediostrigata är en fjärilsart som beskrevs av W. Warren 1907. Eois mediostrigata ingår i släktet Eois och familjen mätare. Inga underarter finns listade i Catalogue of Life.